# マヘーシュ・マーンジュレーカル
マヘーシュ・マーンジュレーカル（Mahesh Manjrekar、1953年8月16日 - ）は、インドの映画監督、映画プロデューサー、脚本家、俳優。

## キャリア
代表作には『Vaastav: The Reality』『Astitva』『Viruddh... Family Comes First』があり、国家映画賞やスター・スクリーン・アワードを受賞している。2002年に出演した『Kaante』で演技を高く評価され、2007年の『Okkadunnadu』、2008年の『スラムドッグ$ミリオネア』では悪役を演じた。2008年に監督した『Me Shivajiraje Bhosale Boltoy』では主役としても出演している。2009年の『Wanted』ではサルマーン・カーンと共演した。
2014年インド総選挙の際にはマハラシュトラ・ナヴニルマン・セーナーの候補者として出馬するが、シヴ・セーナー候補者のガジャラン・キルティカルに敗れ落選している。

## 私生活
1987年に衣裳デザイナーのディーパ・メーヘターと結婚して2人の子供（サティヤ、アシュワニー）をもうけたが、1995年に離婚している。その後、女優のメーダ・マーンジュレーカルと再婚して娘サイー・マーンジュレーカルをもうけ、彼女は成長後は女優として活動している。また、メーダが前夫との間にもうけた娘ゴウリー・インガワルも同じく女優として活動している。

## フィルモグラフィー

### 俳優

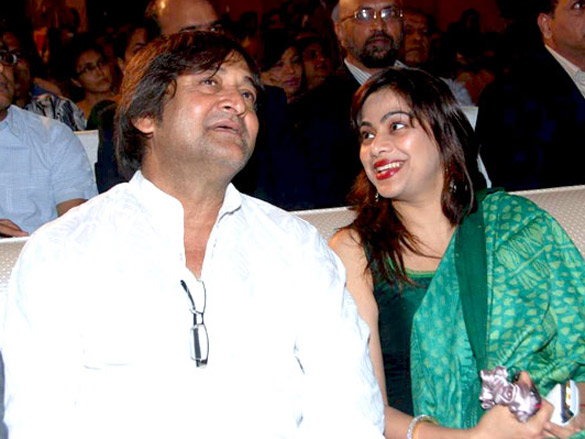
マーンジュレーカル夫妻

- Vaastav: The Reality（1999年）
- Ehsaas: The Feeling（2001年）
- Kaante（2002年）
- Praan Jaye Par Shaan Na Jaye（2003年）
- Plan（2004年）
- Run（2004年）
- Musafir（2004年）
- It Was Raining That Night（2005年）
- Zinda（2006年）
- Jawani Diwani: A Youthful Joyride（2006年）
- Dus Kahaniyaan（2007年）
- Okkadunnadu（2007年）
- Padmashree Laloo Prasad Yadav（2007年）
- Meerabai Not Out（2008年）
- スラムドッグ$ミリオネア（2008年）
- Homam（2008年）
- Me Shivajiraje Bhosale Boltoy（2009年）
- 99（2009年）
- Fruit and Nut（2009年）
- Teen Patti（2009年）
- Adhurs（2010年）
- ダバング 大胆不敵（2010年）
- Don Seenu（2010年）
- Ready（2011年）
- Fakta Ladh Mhana（2011年）
- Bodyguard（2011年）
- オーマイゴッド 〜神への訴状〜（英語版）（2012年）
- Himmatwala（2013年）
- ワダラの抗争（2013年）
- ワンス・アポン・ア・タイム・イン・ムンバイ2（英語版）（2013年）
- Arrambam（2013年）
- Rajjo（2013年）
- Jai Ho（2014年）
- Rege（2014年）
- Singham Returns（2014年）
- Bajirao Mastani（2015年）
- Akhil（2015年）
- Guntur Talkies（2016年）
- Badsha – The Don（2016年）
- FU: Friendship Unlimited（2017年）
- Velaikkaran（2017年）
- SANJU サンジュ（2018年）
- Take Care Good Night（2018年）
- 燃えよスーリヤ!!（2019年）
- Vinaya Vidheya Rama（2019年）
- Total Dhamaal（2019年）
- サーホー（2019年）
- Mulshi Pattern（2019年）
- ダバング3（英語版）（2019年）
- 66 Sadashiv（2019年）
- Kesari（2020年）
- Taxi No. 24（2020年）
- The White Tiger（2021年）
- The Power（2021年）
- Boss（2021年）
- Mumbai Saga（2021年）
- Antim: The Final Truth（2021年）
- Katha Kanchiki Manam Intiki（2022年）
- De Dhakka 2（2022年）
- Mister Mummy（2022年）
- Butterfly（2023年）
- Juna Furniture（2024年）
- Thug Life（2025年）

### 監督
- Vaastav: The Reality（1999年）
- Astitva（2000年）
- Kurukshetra（2000年）
- Jis Desh Mein Ganga Rehta Hain（2000年）
- Nidaan（2000年）
- Ehsaas: The Feeling（2001年）
- Tera Mera Saath Rahen（2001年）
- Hathyar（2002年）
- Pitaah（2002年）
- Pyaar Kiya Nahin Jaatha（2003年）
- Rakht（2004年）
- It Was Raining That Night（2005年）
- Viruddh... Family Comes First（2005年）
- Vaah! Life Ho Toh Aisi!（2005年）
- Shikshanachya Aaicha Gho（2010年）
- City of Gold（2010年）
- Ami Shubhash Bolchi（2011年）
- Kaksparsh（2012年）
- Natsamrat（2016年）
- FU: Friendship Unlimited（2017年）
- Me Shivaji Park（2018年）
- Bhai: Vyakti Ki Valli（2019年）
- The Power（2021年）
- Antim: The Final Truth（2021年）
- Panghrun（2022年）
- Nay Varanbhat Loncha Kon Nay Koncha（2022年）
- Hi Anokhi Gaath（2024年）
- Juna Furniture（2024年）

## 受賞歴
| 年                                                    | 部門                      | 作品                               | 結果       | 出典       |
| 国家映画賞                                            | 国家映画賞                | 国家映画賞                         | 国家映画賞 | 国家映画賞 |
| ----------------------------------------------------- | ------------------------- | ---------------------------------- | ---------- | ---------- |
| 2001年                                                | マラーティー語長編映画賞  | 『Astitva』                        | 受賞       | [ 9 ]      |
| フィルムフェア賞                                      |                           |                                    |            |            |
| 2000年                                                | 監督賞                    | 『Vaastav: The Reality』           | ノミネート | [ 10 ]     |
| 2000年                                                | ベストシーン賞            | 『Vaastav: The Reality』           | 受賞       | [ 10 ]     |
| 2003年                                                | コメディアン賞            | 『Kaante』                         | ノミネート | [ 11 ]     |
| フィルムフェア賞 マラーティー語映画部門               |                           |                                    |            |            |
| 1994年                                                | 監督賞                    | 『Aai』                            | 受賞       |            |
| 2017年                                                | 監督賞                    | 『Natsamrat』                      | ノミネート | [ 12 ]     |
| 2017年                                                | 審査員選出作品賞          | 『Natsamrat』                      | 受賞       | [ 12 ]     |
| 国際インド映画アカデミー賞                            |                           |                                    |            |            |
| 2000年                                                | 監督賞                    | 『Vaastav: The Reality』           | ノミネート | [ 13 ]     |
| 2003年                                                | コメディアン賞            | 『Kaante』                         | 受賞       | [ 14 ]     |
| マハーラーシュトラ州映画賞                            |                           |                                    |            |            |
| 2000年                                                | 第2位作品賞               | 『Astitva』                        | 受賞       |            |
| 2000年                                                | 第2位監督賞               | 『Astitva』                        | 受賞       |            |
| 2012年                                                | 作品賞                    | 『Kaksparsh』                      | 受賞       | [ 15 ]     |
| 2012年                                                | 第1位監督賞               | 『Kaksparsh』                      | 受賞       | [ 15 ]     |
| 2022年                                                | 作品賞                    | 『Panghrun』                       | ノミネート | [ 16 ]     |
| 2022年                                                | 第1位監督賞               | 『Panghrun』                       | ノミネート | [ 16 ]     |
| 2024年                                                | V・シャンタラム生涯功労賞 | N/A                                | 受賞       | [ 17 ]     |
| ジー・チトラ・ゴウラヴ賞                              |                           |                                    |            |            |
| 2010年                                                | 原案賞                    | 『Mi Shivajiraje Bhosale Boltoy!』 | 受賞       | [ 18 ]     |
| 2010年                                                | 脚本賞                    | 『Mi Shivajiraje Bhosale Boltoy!』 | 受賞       | [ 18 ]     |
| 2012年                                                | 監督賞                    | 『Kaksparsh』                      | ノミネート | [ 19 ]     |
| 2016年                                                | 監督賞                    | 『Natsamrat』                      | 受賞       | [ 20 ]     |
| スター・スクリーン・アワード                          |                           |                                    |            |            |
| 2001年                                                | 原案賞                    | 『Astitva』                        | 受賞       | [ 21 ]     |
| 2001年                                                | 脚本賞                    | 『Astitva』                        | ノミネート | [ 21 ]     |
| 2001年                                                | 審査員特別賞              | 『Nidaan』                         | 受賞       | [ 21 ]     |
| 2001年                                                | 審査員特別賞              | 『Astitva』                        | 受賞       | [ 21 ]     |
| マハーラーシュトラチャ・フェイバリット・コン?アワード |                           |                                    |            |            |
| 2010年                                                | 作品賞                    | 『Mi Shivajiraje Bhosale Boltoy!』 | 受賞       | [ 22 ]     |
| 2011年                                                | 監督賞                    | 『City of Gold』                   | 受賞       | [ 22 ]     |
| 2012年                                                | 作品賞                    | 『Kaksparsh』                      | 受賞       | [ 22 ]     |
| 2012年                                                | 監督賞                    | 『Kaksparsh』                      | 受賞       | [ 22 ]     |
| 2016年                                                | 監督賞                    | 『Natsamrat』                      | ノミネート | [ 22 ]     |
| プネー国際映画祭                                      |                           |                                    |            |            |
| 2013年                                                | マラーティー語長編映画賞  | 『Astitva』                        | 受賞       | [ 23 ]     |